# Békéscsaba (stacja kolejowa)
Békéscsaba (węg. Békéscsaba vasútállomás) – stacja kolejowa w Békéscsaba, w komitacie Békés, na Węgrzech. 
Jest to ważna stacja węzłowa w południowo-wschodnich Węgrzech. Linie kolejowe rozchodzą się tutaj w czterech kierunkach, a obok stacji znajduje się ważna stacja rozrządowa. Zatrzymują się tutaj pociągi wszystkich kategorii, w tym InterCity i EuroNight.
Obecny budynek dworca pochodzi z 1933.

## Linie kolejowe
- Linia 120 Budapest – Újszász – Szolnok – Lőkösháza
- Linia 128 Békéscsaba – Püspökladány
- Linia 135 Szeged – Békéscsaba